# George Duke
George Duke (San Rafael, 12 gennaio 1946 – Los Angeles, 5 agosto 2013) è stato un pianista, tastierista, compositore e produttore discografico statunitense.
Pianista, tastierista jazz e R&B, è tra i pionieri del sintetizzatore nonché produttore di musica pop. Laureatosi al conservatorio di San Francisco nel 1967, è noto, oltre che per le proprie produzioni, anche per le collaborazioni con musicisti come Frank Zappa.

## Biografia
Inizia a suonare il piano a soli quattro anni dopo aver visto con sua madre un concerto di Duke Ellington. A sedici anni è già famoso negli ambienti liceali per aver suonato con varie band jazz. Il suo talento musicale prende spunto da grandi artisti di quel periodo come Miles Davis, Les McCann e Cal Tjader.

Nel 1967 si diploma al conservatorio di San Francisco dopo aver studiato trombone,  composizione e contrabbasso.
Dopo il diploma fonda un gruppo jazz con l'allora giovanissimo Al Jarreau; in seguito Duke intraprenderà un master in composizione alla San Francisco State University e insegnerà in un corso di "Jazz e Cultura Americana" al Merritt Junior College di Oakland. In questo periodo inizia a pubblicare una serie di LP jazz con l'etichetta MPS e inizia una collaborazione con il violinista Jean-Luc Ponty con cui fonderà il George Duke Trio.
Le performance spettacolari di questo gruppo in luoghi altrettanto spettacolari come il Newport Jazz Festival attirarono l'attenzione di artisti come Cannonball Adderley, Quincy Jones e Frank Zappa.
Duke ha quindi l'opportunità di lavorare con Miles Davis, The Mahavishnu Orchestra e Weather Report; nel 1969 incontra Frank Zappa e decide subito di entrare nella sua band, negli anni tra il 1969 e 1971 continua comunque a collaborare con artisti quali Adderley, Nancy Wilson, Joe Williams e Dizzy Gillespie.

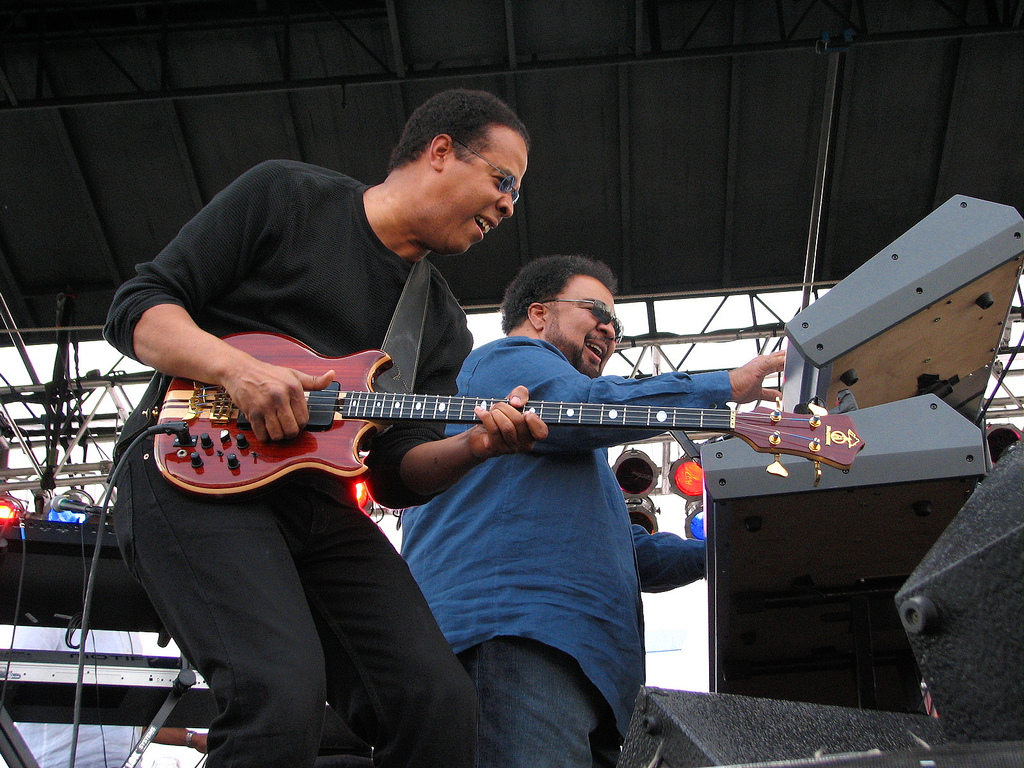
George Duke con Stanley Clarke

Sempre in questo periodo incontra il bassista Stanley Clarke dando vita a un proficuo sodalizio, inoltre accompagna nel loro primo spettacolo dal vivo il gruppo di Chick Corea.
Dal 1973 al 1976 Duke ritorna nella band di Zappa incontrando di nuovo il suo vecchio amico Jean-Luc Ponty.
In seguito si unisce al batterista Billy Cobham formando un gruppo fusion di notevole successo di cui uscirà il disco Live on tour in Europe (con Scofield e Johnson).
Dal 1976 Duke si è dedicato alla carriera solista e di produttore per molti noti artisti quali Anita Baker, Michael Bolton, George Benson, Dee Dee Bridgewater, Stanley Clarke, Larry Coryell, Paco de Lucía, Rickie Lee Jones, John McLaughlin, Marilyn Scott, Al Jarreau, Natalie Cole e Stevie Wonder.
Nel 2008 George Duke, partecipa come ospite, al progetto di Billy Cobham "Drum 'n' voice 3", album prodotto in Italia  da Lino e Pino Nicolosi.
Il 5 agosto 2013 malato da tempo di leucemia, muore all'età di 67 anni al St. John's Hospital di L.A. lasciando due figli, Rashid e John.

## Discografia
- 1966 - George Duke Quartet Presented by the Jazz Workshop
- 1970 - Save the Country
- 1971 - Solus (The Inner Source)
- 1971 - The Inner Source
- 1974 - Faces in Reflection
- 1974 - Feel
- 1974 - The Aura Will Prevail
- 1975 - I Love the Blues, She Heard My Cry
- 1976 - Liberated Fantasies
- 1976 - The Billy Cobham - George Duke Band 'Live' on Tour in Europe
- 1976 - The 1976 Solo Keyboard Album
- 1977 - From Me to You
- 1977 - Reach for It
- 1978 - Don't Let Go
- 1979 - Follow the Rainbow
- 1979 - Brazilian Love Affair
- 1979 - Master of the Game
- 1981 - Clarke/Duke Project
- 1982 - Dream On
- 1983 - Clarke/Duke Project 2
- 1983 - Guardian of the Light
- 1984 - Rendezvous
- 1985 - Thief in the Night
- 1986 - George Duke
- 1989 - Night After Night
- 1990 - Clarke/Duke Project 3
- 1992 - Snapshot
- 1993 - Muir Woods Suite
- 1995 - Illusions
- 1997 - Is Love Enough
- 1998 - After Hours
- 2000 - Cool
- 2002 - Face the Music
- 2005 - Duke
- 2006 - In a Mellow Tone
- 2008 - Dukey Treats
- 2010 - Déjà Vu
- 2013 - Dreamweaver

## Riferimenti e citazioni
Il duo francese Daft Punk ha usato un campionamento tratto dal brano I Love You More per Digital Love, all'interno dell'album Discovery.